# Bataille de Shirimni
Guerres byzantino-géorgiennes
Batailles
- Shirimni (1021)
- Svindax (1022)
- Sasireti (1042)

La bataille de Shirimni (ou Chirimk ou Chirimni) appelée aussi bataille du lac Balakatsis est livrée le 
11 septembre 1021[réf. nécessaire] entre les armées byzantines et géorgiennes.

## Les antécédents
La bataille est précédée par un conflit de 20 ans qui porte sur la succession des curopalates géorgiens et notamment celle de David Le Grand Curopalate mort en 1000 qui implique des régions frontalières byzantino-arméno-géorgiennes en Asie mineure. Ce conflit finit par dégénérer en guerre ouverte lorsque le roi géorgien Georges I s'empare manu militari des territoires contestés en 1015/1016. En représailles, l'empereur byzantin Basile II conduit une importante armée contre les Géorgiens en 1021, afin de les chasser des régions disputées.

## La bataille
Les armées belligérantes sont menées par leurs monarques respectifs. L'armée byzantine comprend des gardes varègues tandis que les Géorgiens sont renforcés par des auxiliaires arméniens. Les forces adverses se rencontrent au village de Shirimni, aujourd'hui Tchaldyr-göl au nord de Kars, en Turquie, sur les bords du lac Balakatsis. Les Géorgiens prennent l'avantage et sont près de remporter la bataille lorsqu'une puissante contre-attaque lancée par Basile renverse la situation. Deux généraux géorgiens prestigieux, Rati Baghvashi et Khursi, sont tués pendant les combats. À la suite de cette victoire difficile, les Byzantins ravagent et pillent la région puis retournent dans leurs frontières prendre leurs quartiers d'hiver à Trébizonde.

## Sources
- René Grousset, L'Empire du Levant : Histoire de la Question d'Orient, Paris, Payot, coll. « Bibliothèque historique », 1949 (réimpr. 1979), 648 p. (ISBN 978-2-228-12530-7), p. 153